# ポートヘッドランド (西オーストラリア州)

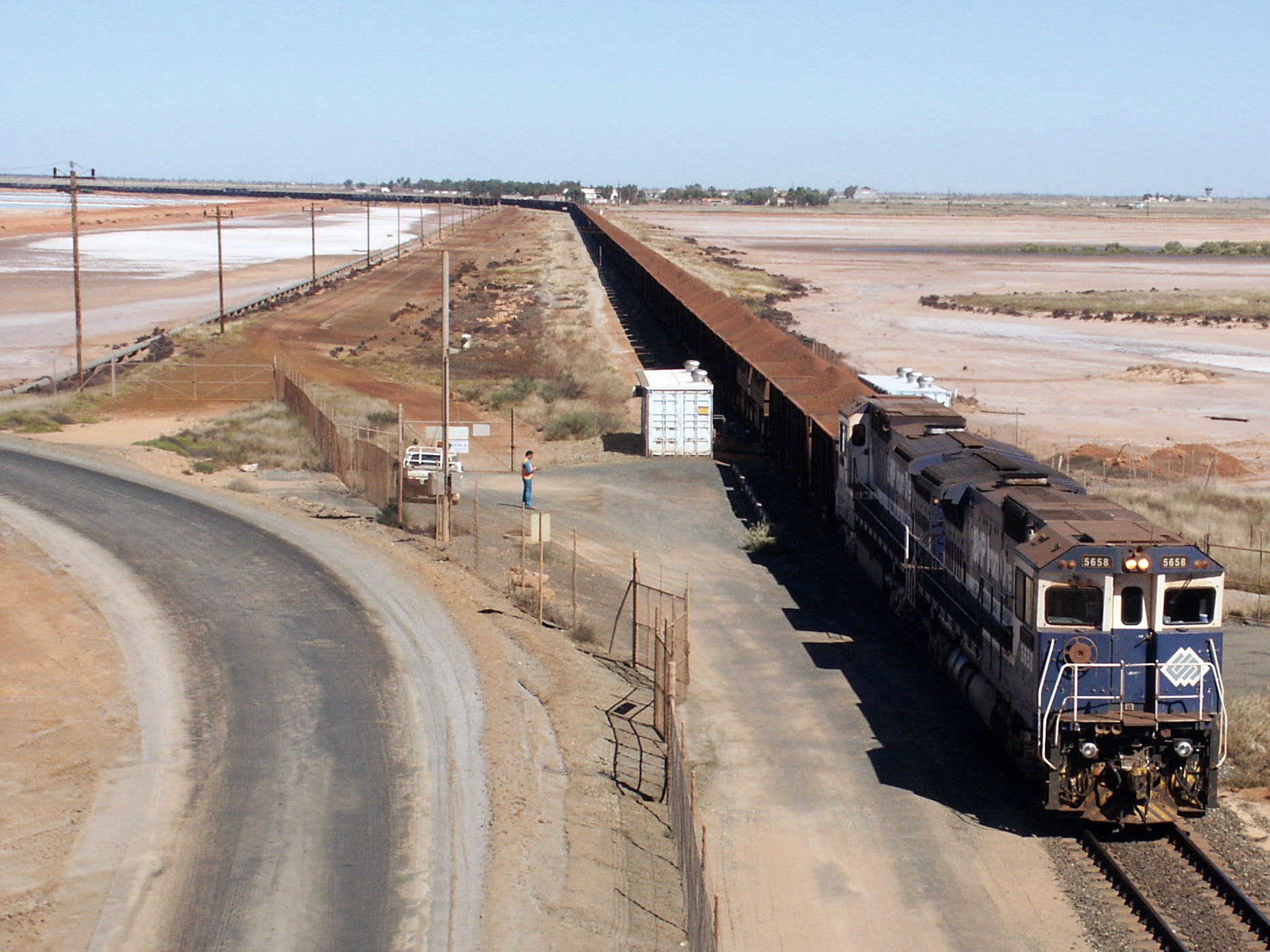
ポートヘッドランドに到着するBHPグループの鉄鉱石輸送列車

ポートヘッドランド(Port Hedland)は、オーストラリア・西オーストラリア州の港湾都市である。ピルバラ地域に属し、州都パースから北に直線距離で約1400km、道のりでは約1650kmになる。人口は約1万1500人（2006年）。
ポートヘッドランドは、水深の深い天然港を有し、内陸部にある鉱山から産出される鉄鉱石の積み出し港として栄えてきた。ポートヘッドランド港はオーストラリアで最も取り扱いトン数の多い港湾である。鉄鉱石は町の南および東にある4つの鉄鉱石集積地より鉄道で運ばれてくる。その他に、沖合から産出する天然ガスや精製塩、マンガンなどの取り扱いもある。さらに、ピルバラ地域への燃料・貨物輸送の主要な受け入れ港でもある。以前はウシやヒツジの牧畜も主要産業の1つであったが、徐々に衰退している。

## 気候
ポートヘッドランドの気候はステップ気候(BS)であり、夏は湿度の高い海風を受け降水量が多い。月別の平均最高気温は1月に36.4℃、7月でも27.1℃になる。平均降水量は311.5mmであり、12月から6月の間に集中している。ただし統計上の平均値であり、実際はサイクロンの影響により極端な差異を生じる。1942年には年間1040mmの降水を記録した一方で、2年後の1944年には300日に渡って雨が降らず年間28mmの降水に留まる、という対照を見せた。

## 歴史
ポートヘッドランドの土地は、古来アボリジニの言葉で「マラピクリニャ(Marrapikurrinya)」と呼ばれていた。良い水のあるところという意味で、今も町の周辺3か所で見られる砂漠の泉にちなむのだ、とニャマル部族の言葉を使うものは述べる。一方、市のオフィシャルサイトでは別の説を挙げ、それによると、潮が引いたときに岸辺のそばに現れる手のかたちをした浅瀬にちなんでいる(marra = 手、pikurri = 指差す、nya = 場所)のだと紹介されている。また、アボリジニの伝説では、このあたりにジャルカワリヤという湖があり、盲目の水棲ヘビがいた。湖はやがて入り江となり、船着き場となった。そして、入れ替わりにヘビはその賑わいを嫌い去ったという。
18世紀から探検家や航海者たちが到来したが、上陸せずに沖を通過していくばかりであった。1863年4月に港の建設地を探すためにピーター・ヘッドランドがこの地を探索した。彼はとある入り江をマングローブハーバーと名付け、外洋の波から遮られ利用可能な真水もある優れた上陸箇所であると伝えた。しかし、彼は指摘しなかったことだが、実はその入り江には広い浅瀬が広がっており、入り江の入り口をふさいでいるため、悪天候時には通過できないうえ平時でも満潮時しか航行が出来なかった。1866年、ローバーン駐在の役人トレバートン・ショルは探検測量家チャールズ・ウェッジに対しローバーンに代わる町の候補地調査を依頼したが、ウェッジは現在のポートヘッドランドの土地について不適当であると報告した。1891年、トム・トレイン、ジョン・ウエッジ、シド・ヘドリーの3人は周辺を探検の上、ポートヘッドランドの入り江を「かなり安全である」と評した。1895年、コザックの住民は郡の監督官にポートヘッドランドの岬の調査を求めた上で、政府に埠頭の建設を要求した。
1960年代初頭、鉄鉱石採掘のためポートヘッドランドの東およそ100kmにゴールズワーシー鉱山ならびに同名の町が拓かれ、後にさらに奥のシェイギャップ鉱山でも採掘がはじめられた。ポートヘッドランドまでの鉄道路線が建設され、あわせて港湾付近の浚渫・開削がおこなわれ港へ通じる水路が拡張された。町の向かいのフィヌケイン島に埠頭が建設され、1966年5月27日より鉄鉱石輸送が始められた。最初の船はハーヴェイ・S・マッドという船で、日本へ約25000トンの鉄鉱石を運んだ。
1967年には約400km南のマウントホエールバックで鉄鉱石の鉱脈が見つかり、採掘がはじまるとともにニューマンの町とポートヘッドランドまでの鉄道路線が建設された。1986年には8700万オーストラリアドルを投じて湾口のさらなる浚渫工事が行われ、大型船の入港が可能となりポートヘッドランド港の取り扱い能力はさらに強化された。現在は載貨重量トン数で25万トン以上の大型船でも入港可能である。

### 1968年の航空機墜落事故
1968年12月31日、マクロバートソン・ミラー航空の運航するパース発ポートヘッドランド行きのビッカース バイカウント機が町の南に墜落し、乗客乗員合わせて26名全員が死亡するという事故が発生した。ポートヘッドランド空港着陸の10分前までは問題なく飛行していたものの、突然右主翼が胴体より脱落するという悪夢のようなトラブルが発生したためであった。

## 難民収容施設
1991年、ボートピープルに代表される不法入国者の保護・収容施設がポートヘッドランドに開設された。多くのボートピープルは東南アジアからインド洋を渡ってオーストラリアにたどりつくため、ポートヘッドランドは彼らの上陸地点から比較的近く、かつ国際空港を備えているため帰国希望者への対応が容易である、などが理由であった。この施設は1990年代後半に民営化され、2004年になってオーストラリア北西岸にやってくるボートピープルの到着件数自体が減少したため閉鎖された。ポートヘッドランドの市長は連邦政府に対し閉鎖された建物を鉱業従事者向けの宿泊施設として開放するよう要求した。相次ぐ鉱山の新規操業などで街が活況を呈するのに対し、市内の宿泊施設の不足が目立ち始め、各企業が従業員や専門家のための宿舎を確保できずに事業に支障をきたすようになったためである。収容施設は改装され、マウントニューマンマイニング(現在のBHPグループ)社の単身者向け住居となった。現在はビーチフロントヴィレッジという一般宿泊施設として営業している。